# 比弗鎮區 (印地安納州牛頓縣)
比弗鎮區是美國印地安納州牛頓縣的10個鎮區之一。截至2010年美國人口普查，其人口為1573，共726住房。

## 地理
根據2010年美國人口普查，該鎮的總面積為42.27平方英里（109.5平方），其中土地面積40.88平方英里（105.9平方），水域面積為1.39平方英里（3.6平方）。

## 外部連結
- Indiana Township Association （页面存档备份，存于）
- United Township Association of Indiana （页面存档备份，存于）
- City-Data.com page for Beaver Township （页面存档备份，存于）